# Ernst Ferstl

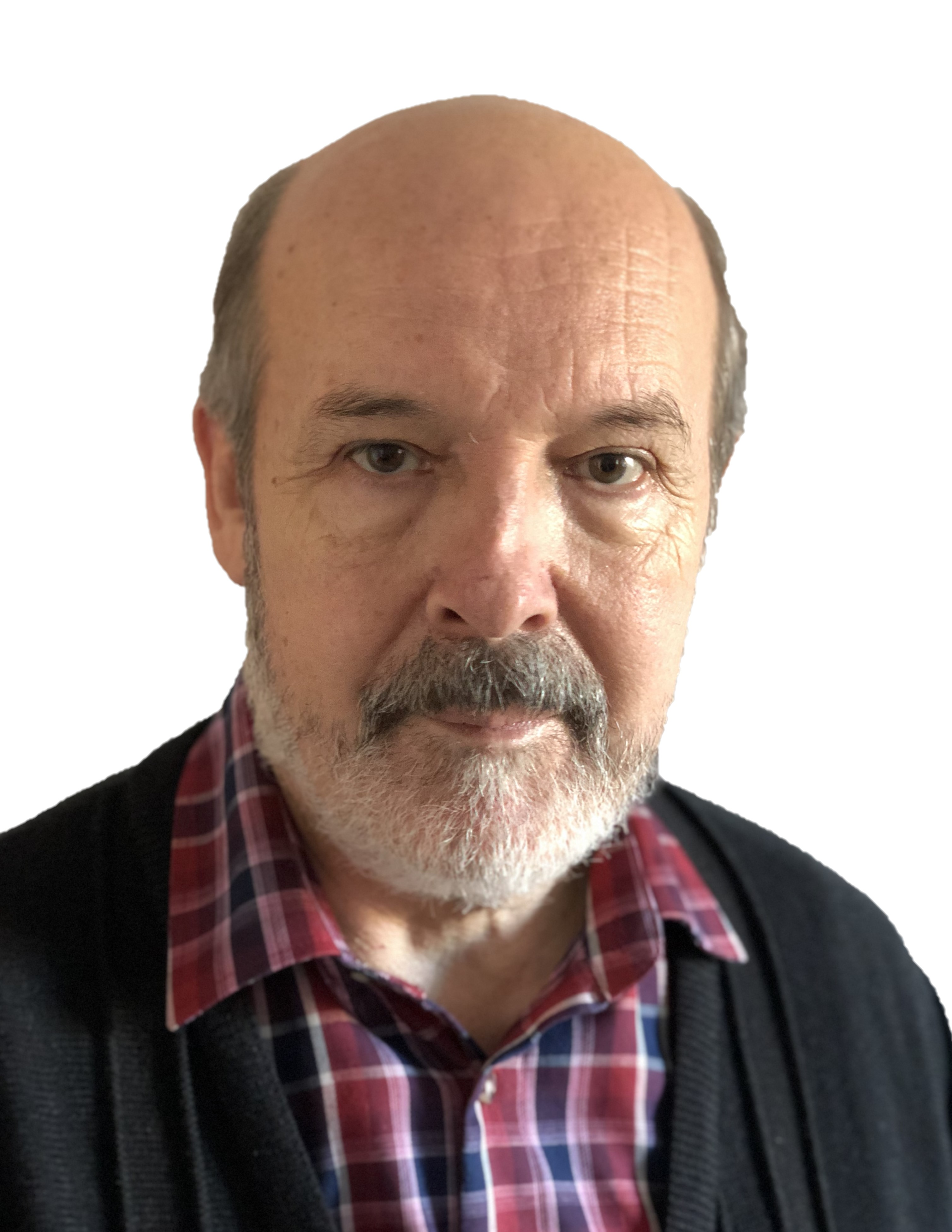
Ernst Ferstl

Ernst Ferstl (* 19. Februar 1955 in Neunkirchen in Niederösterreich) ist ein österreichischer Lehrer und Schriftsteller. Unter anderem stammen von ihm die sogenannten Wegweiser, aber auch die Texte Durchblick und Zurufe.

## Leben
Ernst Ferstl wuchs als eines von sieben Geschwistern auf einem Bauernhof in Niederösterreich auf. Er besuchte die Grundschule in Zöbern, die Hauptschule in Aspang und daran anschließend das Realgymnasium in Wiener Neustadt. Nach einem Lehramtsstudium für Hauptschule in den Fächern Deutsch, Geografie und Wirtschaftskunde an der Pädagogischen Akademie in Wien unterrichtet er an der Hauptschule in Krumbach. Er ist verheiratet und Vater von vier Kindern.
Im April 2014 wurde ein von ihm initiierter und von Schülern der Hauptschule und der Polytechnischen Schule Krumbach gestalteter GedankenWeg eröffnet. Dieser Rad- und Spazierweg führt in sieben Stationen vom Museumsdorf in Krumbach in den benachbarten Kurort Bad Schönau.

## Bedeutung
Von ihm stammen vor allem Gedichte, Aphorismen und Haikus.

## Werke
- einfach kompliziert einfach. Wien-Klosterneuburg, EDITION VA BENE, Ausgabe 1995, ISBN 3-85167-033-7.
- Kurz und fündig. Wien-Klosterneuburg, EDITION VA BENE, Ausgabe 1995, ISBN 3-85167-029-9.
- Unter der Oberfläche. Wien-Klosterneuburg, EDITION VA BENE, Ausgabe 1996, ISBN 3-85167-026-4.
- Du hast es mir angetan. freya Verlag, Ausgabe 1997, ISBN 978-3901279560.
- Heut zu Tage. freya Verlag, Ausgabe 1998, ISBN 3-901279-71-7.
- Lebensspuren. Geest-Verlag, Ausgabe 2003, ISBN 3-936389-20-9.
- Die kleine LebensKunst. Coppenrath Verlag, Münster, Ausgabe 2004, ISBN 3-8157-3462-2.
- Durchblicke. freya Verlag, Ausgabe 2004, ISBN 3-902134-59-3.
- Zwischenrufe. Geest-Verlag, Ausgabe 2004, ISBN 3-936389-90-X.
- Wegweiser. ASARO Verlag Ottersberg, Ausgabe 2005, ISBN 3-934625-74-6.
- Bemerkenswert. ASARO Verlag, Ottersberg 2006 (Erstausgabe), ISBN 3-934625-89-4.
- 365 GlücksGedanken. Coppenrath Verlag, Münster, Ausgabe 2010, ISBN 978-3-8157-5201-2.